# Mavinaballikoppa, Sorab
Mavinaballikoppa là một làng thuộc tehsil Sorab, huyện Shimoga, bang Karnataka, Ấn Độ.